# Isla Curuzú Chalí
Curuzú Chalí (del guaraní Kurusu: cruz y Chali: nombre de un misionero, es decir Cruz del misionero Chalí, otra versión: de chalái: rota, es decir cruz rota) es una isla casi deshabitada de la República Argentina en el río Paraná. Forma parte del departamento La Paz en el extremo noroeste de la provincia de Entre Ríos, en el límite con las provincias de Corrientes y Santa Fe. Dos tercios septentrionales se encuentran en el distrito Tacuaras y el tercio meridional en el distrito Estacas.
El decreto-ley N.º 22067 sancionado y promulgado el 5 de septiembre de 1979 confirmó la jurisdicción de Entre Ríos sobre Curuzú Chalí:

quedarán para Entre Ríos las siguientes islas: ... sin nombre N° 39 (km. 775), Curuzú Chalí, sin nombre N° 40 (km. 780), Islas Garibaldi (del km. 794 al 805) ...
Decreto-ley N.° 22067

## Geografía
Curuzú Chalí se halla rodeada por el brazo principal del río Paraná al oeste y por el riacho Espinillo o Paranacito al este. En su sector noroeste se encuentran las islas Garibaldi, de las que la separa un canal de 300 m de ancho. Otras islas en sus inmediaciones son: el Garzal, El Este, Palmitas, Media Luna, San Juan, etc.
La isla se encuentra 10 km al norte de la ciudad de La Paz y tiene una superficie de 14 000 hectáreas que constituyen una zona de reserva para la pesca deportiva que fue creada por decreto 424/1968 del 2 de octubre de 1968. La reserva incluye el riacho Espinillo desde su confluencia con el río Guayquiraró hasta su desembocadura en el Paraná, y los arroyos Cañas, Indio, Raigones, Víboras y los demás causes interiores de la isla.
La isla se halla rodeada por el río Paraná y el riacho Espinillo y es en realidad un conjunto de islas que forman un bloque, que se halla atravesada por numerosos arroyos que son brazos del río Paraná, entre ellos: Raigones, las Víboras, el Largo, el Indio, Basilio y las Cañas, junto con varias lagunas interconectadas con el río: Brasileña, del Dorado y de las Yeguas. 

## Flora y fauna
Las aguas que circundan a la isla contienen abundantes pesquerías por lo que en cada febrero se organiza en La Paz la Fiesta Nacional de Pesca Variada. Entre las especies de peces de la zona se encuentran: dorados, surubíes, patíes, bogas, chafalotes, manduvíes , armados, anguilas, tarariras, moncholos, sábalos, rayas, bagres amarillos, pacúes y manguruyúes.
Entre las especies arbóreas que se encuentran en la isla se pueden hallar: sauces, timbóes, alisos, ingáes y ceibos.
Entre las numerosas especies animales: carpinchos, nutrias, lobitos de río, yacarés y víboras curiyú, junto con gran cantidad de aves: cardenales, Juan soldado, caranchos, biguás, garzas blancas y moras, patos sirirí y picaso, Juancho chiviro, palomas, pájaro carpintero, Martín pescador, zorzal, calandrias, loros, chajá, pacaá, etc.